# 侯光武 (香港)
侯光武（2月12日—），現為香港作曲家、編曲人、樂手、音樂制作人，從香港地下樂隊成員走進主流音樂創作，2006年跟隨黎允文學習電影配樂，於2007年奪得第十九屆CASH流行曲創作大賽季軍。

## 音樂作品

### 2001年
- Seasons Lee - 遙不可及（編曲）

### 2002年
- Seasons lee - 全愛集（作曲）

### 2003年
| - Seasons Lee - 你好嗎（作曲） - Seasons Lee - 愛覓尋（編曲） - My Funfair - Welcome to my funfair（編曲、監製） - My Funfair - 虛殻（作曲、編曲、監製） - My Funfair - 玩具（作曲、編曲、監製） | - My Funfair - 璀璨傷口（作曲、編曲、監製） - My Funfair - 褪色（作曲、編曲、監製） - My Funfair - 星宿漫遊（編曲、監製） - My Funfair - Strolling（作曲、編曲、監製） |

### 2004年
- 裕美 - 魔球小仙女（作曲、編曲）
- 吳彤 - 白兔灰兔（編曲、監製）
- 吳彤 - 我們都會難過（編曲、監製）

### 2005年
- 吳彤 - 幸運兒（編曲、監製）
- 吳彤 - 快樂找快樂（作曲、編曲、監製）
- 謝霆鋒 - 蔓延（編曲）

### 2006年
- 吳彤 - 耳筒（作曲、編曲、監製）
- 官恩娜 - 失常（作曲、編曲）
- My Girls -別注戀人（作曲、編曲、監製）

### 2007年
- 李卓庭 - 忘記密碼（作曲、編曲）

### 2008年
- 王友良 - 紅眼症（作曲）
- 吳浩康 - 好勝（作曲）

### 2011年
- 吳彤 - 你快樂嗎（編曲）

### 2012年
| - 洪卓立 - 想一個人（作曲） - Twins - 本小姐（作曲） - 區文詩 - 聽聽（編曲、監製） | - 區文詩 - 右先生（編曲） - 超粉紅 - 性經（作曲） |

## 獎項

### 2004年
- TVB兒歌金曲頒獎典禮金曲獎 - ＜魔球小仙女＞

### 2007年
- 第十九屆CASH流行曲創作大賽季軍-＜紅眼症＞

### 2012年
- 《勁歌金曲優秀選第一回》得獎歌曲 -＜想一個人＞